# آلیا جنین
آلیا جنین دیلی-ویلیس (انگلیسی: Alia Janine Dailey-Willis؛ زادهٔ ۱۲ نوامبر ۱۹۷۸) که به‌طور حرفه‌ای با نام آلیا جنین شناخته می‌شود، کمدین، هنرپیشه و بازیگر پورنوگرافی پیشین اهل ایالات متحده آمریکا است. از فیلم‌هایی که وی در آن نقش داشته‌است، می‌توان به او اشاره کرد.